# Llíber
Llíber é um município da Espanha na província de Alicante, Comunidade Valenciana. Tem 21,93 km² de área e em 2021 tinha 883 habitantes (densidade: 40,3 hab./km²).

## Demografia
| Variação demográfica do município entre 1991 e 2004 | Variação demográfica do município entre 1991 e 2004 | Variação demográfica do município entre 1991 e 2004 | Variação demográfica do município entre 1991 e 2004 |
| --------------------------------------------------- | --------------------------------------------------- | --------------------------------------------------- | --------------------------------------------------- |
| 1991                                                | 1996                                                | 2001                                                | 2004                                                |
| 469                                                 | 527                                                 | 671                                                 | 837                                                 |